# 中共中央秘密印刷厂旧址
31°14′04″N 121°27′52″E / 31.23445°N 121.46445°E
中共中央秘密印刷厂旧址，现位于中华人民共和国上海市黄浦区新昌路99号（原梅白克路），是一幢坐西朝东、砖混结构沿街三层公寓式建筑。在1931年至1932年期间，它曾是中国共产党中央委员会在上海秘密设立的印刷厂。2014年，该建筑旧址经上海市人民政府定为第八批上海市文物保护单位。

## 沿革
1931年初，中共中央派中共中央出版发行部经理毛泽民与钱之光在齐物浦路元兴里（现周家嘴路998弄146-148号）秘密筹建中共中央印刷厂。同年4月，中共中央负责保卫工作的顾顺章在湖北汉口被捕叛变，秘密印刷厂面临暴露风险。毛泽民转移到香港，秘密印刷厂由左觉农联系，钱之光仍负责印刷厂。
随后，中共中央转移印刷厂到梅白克路的一幢新建红砖三层公寓内，底层设烟纸杂货铺，铺面紧靠街道，时刻为楼上秘密印刷的工人提供信息；二楼三个小房间作为钱之光等人的住房；三楼则是印刷厂，进行秘密排字、印刷、装订等工作。秘密印刷厂的主要领导者为毛泽民，实际由钱之光负责。为安全起见，钱之光化名徐之先，以烟纸店老板身份作掩护，开展秘密印刷工作。施有章、赵锡群负责印刷；杜梅臣负责铸字、印模、制型版；杜延庆、霍彤光负责排字；何实山、何实嗣、钱宛正负责装订包装。后来随着印刷业务增大，钱宝林、钱广才也加入到印刷厂的工作，主要负责店铺的营业。
印刷厂利用周边闹市区的掩护，秘密印制出版了苏区来的文件、文章，印制有关宣传形势、罢工斗争情况的传单，同时还印刷《党的建设》、《红旗周报》、《布尔塞维克》、《实话》等期刊。印刷厂的工人们运送货物，会把印刷品藏在藤箱、网篮中带出。1932年夏，印刷厂员工称在弄堂口，听到弄里几个妇女在说“好像听到有什么声音”。此事引起了秘密印刷厂警惕。经集体讨论决定暂停印刷，人员疏散。之后印刷厂搬至麦特赫斯脱路（今泰兴路386号），后又转移至武定路（181弄12号-14号）、张家宅路（北京西路张家宅路73弄48号）。1933年，由于上海局势进一步恶化，钱之光等人经批准进入中央苏区。
旧址后为居民用房，不对外开放。2001年6月，中共中央秘密印刷厂旧址被黄浦区人民政府定为区爱国主义教育基地。2014年4月4日，该建筑旧址经上海市人民政府定为第八批上海市文物保护单位。

## 相关
- 原中共中央在津秘密印刷厂遗址